# Cirrhipathes secchini
Cirrhipathes secchini är en korallart som beskrevs av Echeverria 2003. Cirrhipathes secchini ingår i släktet Cirrhipathes och familjen Antipathidae. Inga underarter finns listade i Catalogue of Life.